# Axel Munthe
Axel Martin Fredrik Munthe, född 31 oktober 1857 i Oskarshamn, död 11 februari 1949 på Stockholms slott, var en svensk läkare och författare. Han var kronprinsessan, sedermera drottning, Victorias livläkare från 1893 och fram till hennes död 1930. Han är känd som skaparen av Villa San Michele på Capri.

## Bakgrund och familj
Axel Munthe var son till apotekaren Fredrik Munthe och Lovisa Ugarph. Enligt familjetraditionen tillhörde han en adelsätt från Flandern och senare Tyskland, först invandrad till Skåne. 
Munthe var gift första gången från 1880 till 1888 med Ultima Hornberg (1861–1895) som han lärt känna i Paris.

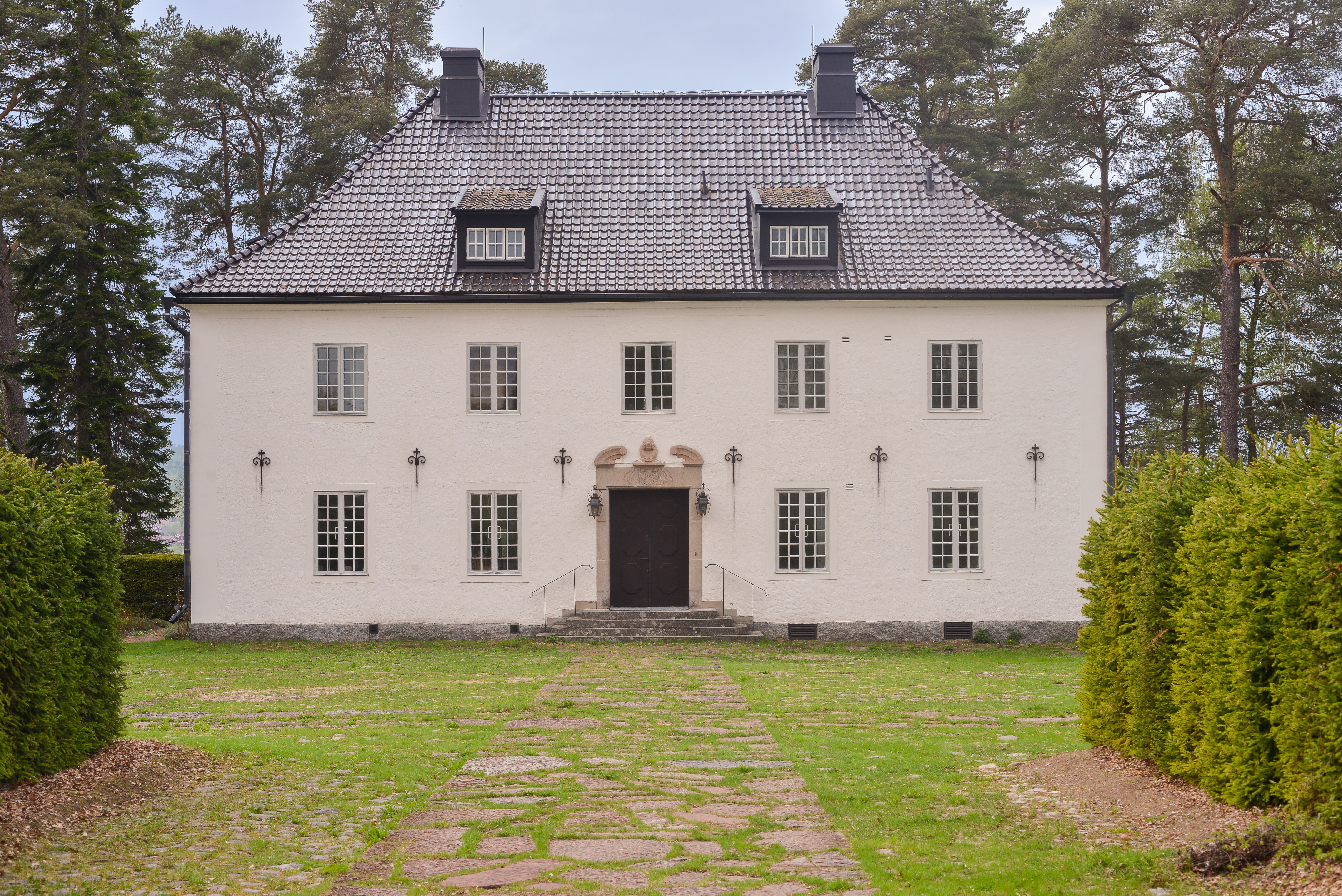
Hildasholm i Leksand.

År 1907 gifte Munthe om sig med Hilda Pennington Mellor (1882–1967), en engelsk adelsdam 25 år yngre än han själv. Äktenskapet blev dock inte lyckligt. Makarna separerade 1919 men skildes inte. De fick sönerna konstnären Viking (kallad Peter) Munthe (1908–1976) och brittiske underrättelseofficiceren Malcolm Munthe (1910–1995). Efter Hildas död kom den magnifika herrgårdsbyggnaden Stengården som byggts 1910–1911 i Leksand, ritad av Torben Grut, att kallas Hildasholm.

## Läkarutbildning och Paris
Efter studier vid Uppsala universitet, där han avlade examen i medicin och filosofi, och vid universitetet i Montpellier, disputerade Munthe i medicin vid universitetet i Paris 2 augusti 1880. Han var från 1881 verksam som gynekolog i Paris. Troligen var det i samband med en anställning hos hypnotisören och nervpatologen Jean Martin Charcot som han under denna tid började specialisera sig på nervsjukdomar.
Under sin tid i Paris umgicks han flitigt i den skandinaviska konstnärskolonin, särskilt med Ernst Josephson, Hugo Birger, Carl Snoilsky, men även August Strindberg, vars husläkare han blev. Deras relation var dock allt annat än varm. På 1880-talet hyrde Munthe ut sin våning i Paris till finländska konstnärsparet Albert Edelfelt och Ellan de la Chapelle.
Hans syster Anna Munthe-Norstedt var konstnär och bosatt med sin make i Paris och det var förmodligen hon som förmedlade hans kontakter.

## Neapel, Rom och Capri

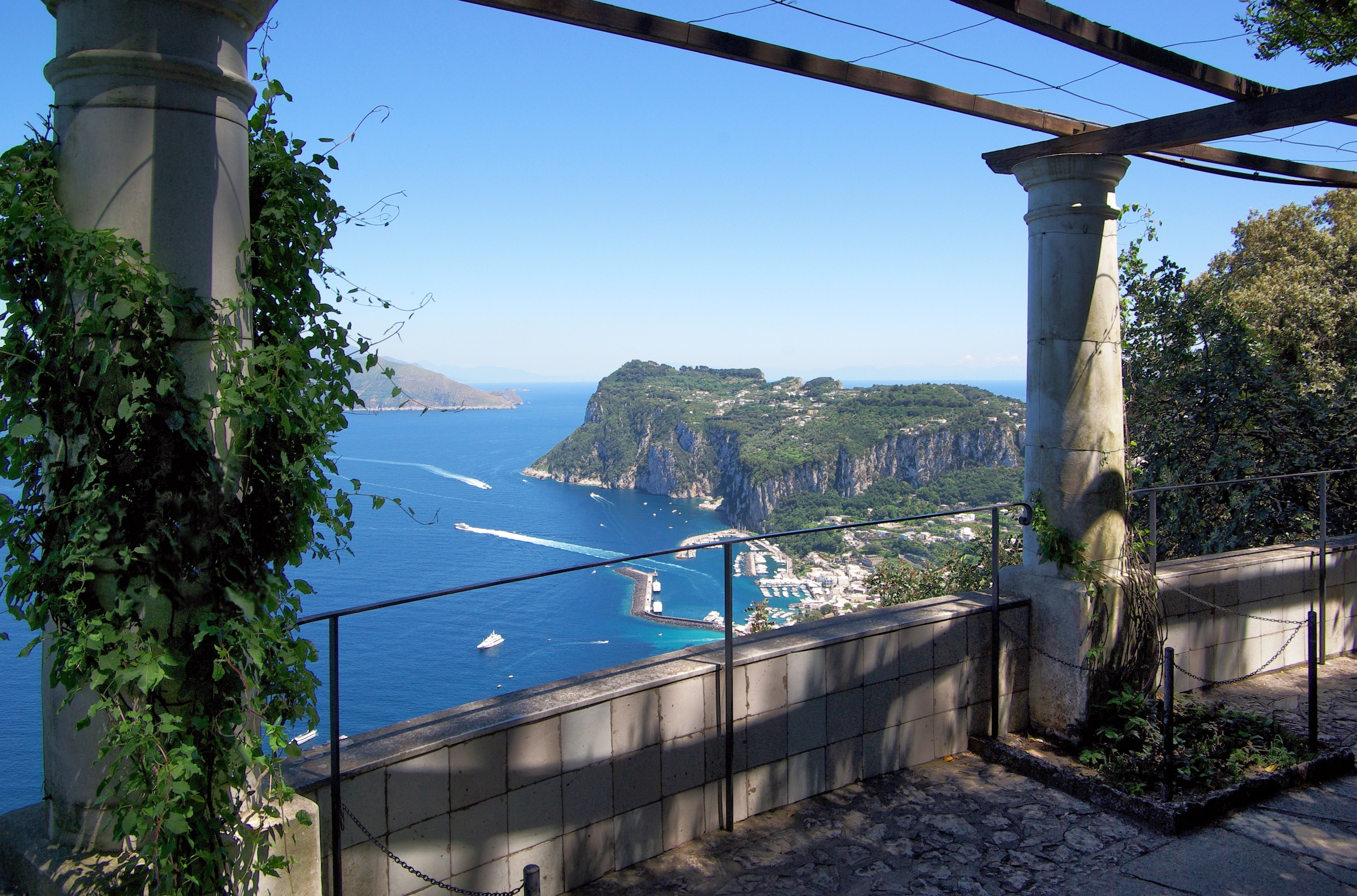
Utsikt från San Michele mot Capris hamn

År 1884 begav sig Munthe till Neapel som drabbats av en koleraepidemi där han gjorde en stor insats vilket ledde till berömmelse. Vid skilsmässan 1888 bröt han med umgänget i Paris och reste till Capri. De följande åren var tunga: dels led han av en depression, dels saknade hans patienter medel att betala för behandlingen. År 1890 flyttade han därför sin praktik till Rom, vid Piazza di Spagna i det hus där John Keats museum nu ligger, och Munthe blev snabbt en läkare på modet, framförallt i den engelska kolonin i Rom. Under 1890-talet blev Munthe en förmögen man. Praktiken i Rom upphörde 1901. 
Munthe bosatte sig sedan på Capri där han under 1890-talet byggde en villa, San Michele, vid resterna av en av kejsar Tiberius villor på ön. Munthe blev en populär person på ön, bland annat eftersom han vårdade öns fattiga befolkning utan att ta betalt. Villan blev snabbt omtalad på grund av sina samlingar av antikviteter och blev tidigt ett besöksmål för Munthes umgängeskrets av kungligheter och olika kulturpersonligheter.
Munthe motsatte sig starkt nazismen, men förhandlade 1937 om att sälja sitt livsverk San Michele till Hermann Göring. Villan donerades dock 1948 till Svenska institutet i Rom, och den är i dag både museum och gästhem för svenska forskare och kulturarbetare.

## Livmedikus

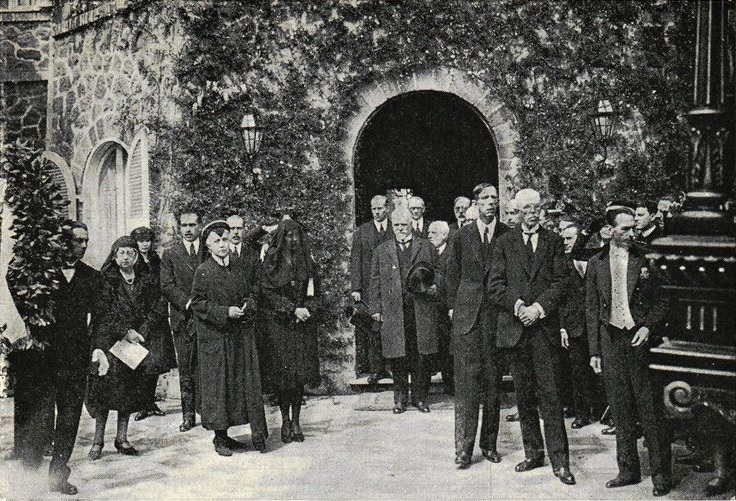
Avfärd från Rom efter Drottning Victorias frånfälle, Munthe skymtar till höger i portvalvet.

Redan 1892 tillfrågades Munthe om han ville bli kronprinsessan Victorias läkare. Hon hade sedan länge haft problem med luftvägarna. Han påbörjade sin tjänst omkring 1893. Efter en längre vistelse i London återkom han till Sverige omkring sekelskiftet och blev personlig vän med kronprinsen, senare kung Gustaf V. År 1903 utsågs han officiellt till kunglig livmedikus, och 1909 till förste livmedikus. Under sin Sverigevistelse var han bosatt på Stockholms slott samt de andra slott som kungafamiljen vistades i.
Att sköta drottning Victoria upptog allt mera av hans tid och från 1926 fram till hennes död 1930 lämnade han inte hennes sida. Hur deras relation tett sig var redan under samtiden ett ämne för skvaller. Många faktorer bidrog till vissa spänningar, exempelvis att han var radikal och hon konservativ, men de verkar ha utvecklat en vänskap som deras gemensamma intressen låg till grund för. Inte heller Munthes läkargärning i fallet utfördes utan sneda blickar, och hans behandlingsmetoder var tidvis mycket kritiserade.
Unga prinsessan Maria, som på Gustaf V:s begäran tidvis vistades på Capri hos drottningen och Munthe, ansåg att hans inflytande var menligt och att han hade en hypnotisk kraft. Hon angav många år senare att han ville ha henne som patient och gjorde fysiska närmanden mot henne, samt att skräcken som hon därigenom upplevde gentemot det svenska kungahuset på grund av dess okritiska stöd för Munthe, var den främsta anledningen till att hon flydde och tog ut skilsmässa från prins Wilhelm.

## Författare
Munthe publicerade sig från 1880-talet i Stockholms Dagblad med reseskildringar under pseudonymerna Puck och Puck Munthe, bland annat från Neapel, där han verkade som läkare under ett kolerautbrott. Hans stora verk blev Boken om San Michele (1929), som blev en internationell bästsäljare och en av de främsta svenska boksuccéerna genom tiderna. Boken skrevs på engelska, men översattes av författaren själv till svenska. Den dedicerades till drottning Victoria. I likhet med drottningen var Munthe en stor djurvän och hade en syn på djurskyddsfrågor som var långt före sin tid. Pengarna han fick från Boken om San Michele donerade han till diverse välgörande ändamål och djurskydd. 
Under första världskriget verkade Axel Munthe under två perioder som frivillig läkare för Röda korset vid västfronten, innan hans svaga syn omöjliggjorde vidare verksamhet. Han utkom anonymt med en bok om sina erfarenheter, Red Cross and Iron Cross (1917), som var mycket kritisk mot Tyskland. Att han utgav den anonymt torde bero på kritiken mot Tyskland och respekten för hans patient drottningen.

## De sista åren och slutet

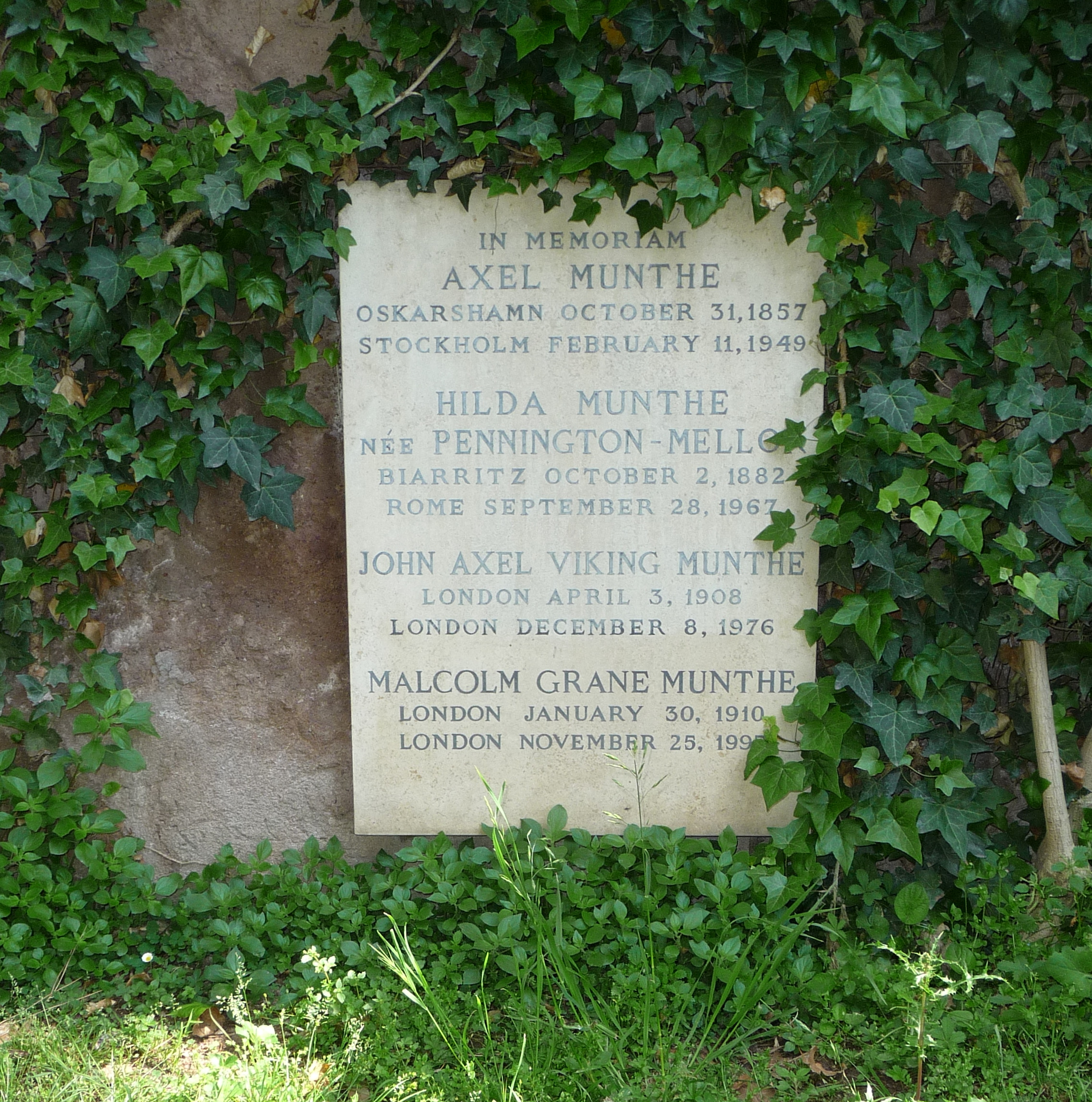
Minnestavlan i Rom.

När andra världskriget bröt ut bjöd kung Gustaf V Munthe att bo på slottet och han bodde där sina sista sju år i slottets sydöstra flygel. Han var då sjuklig sedan länge, närmast blind och hade nedsatt hörsel.
Axel Munthes aska är strödd i havet utanför Sveriges västkust, men på protestantiska kyrkogården i Rom finns en minnestavla över honom och hans familj.

## Staty

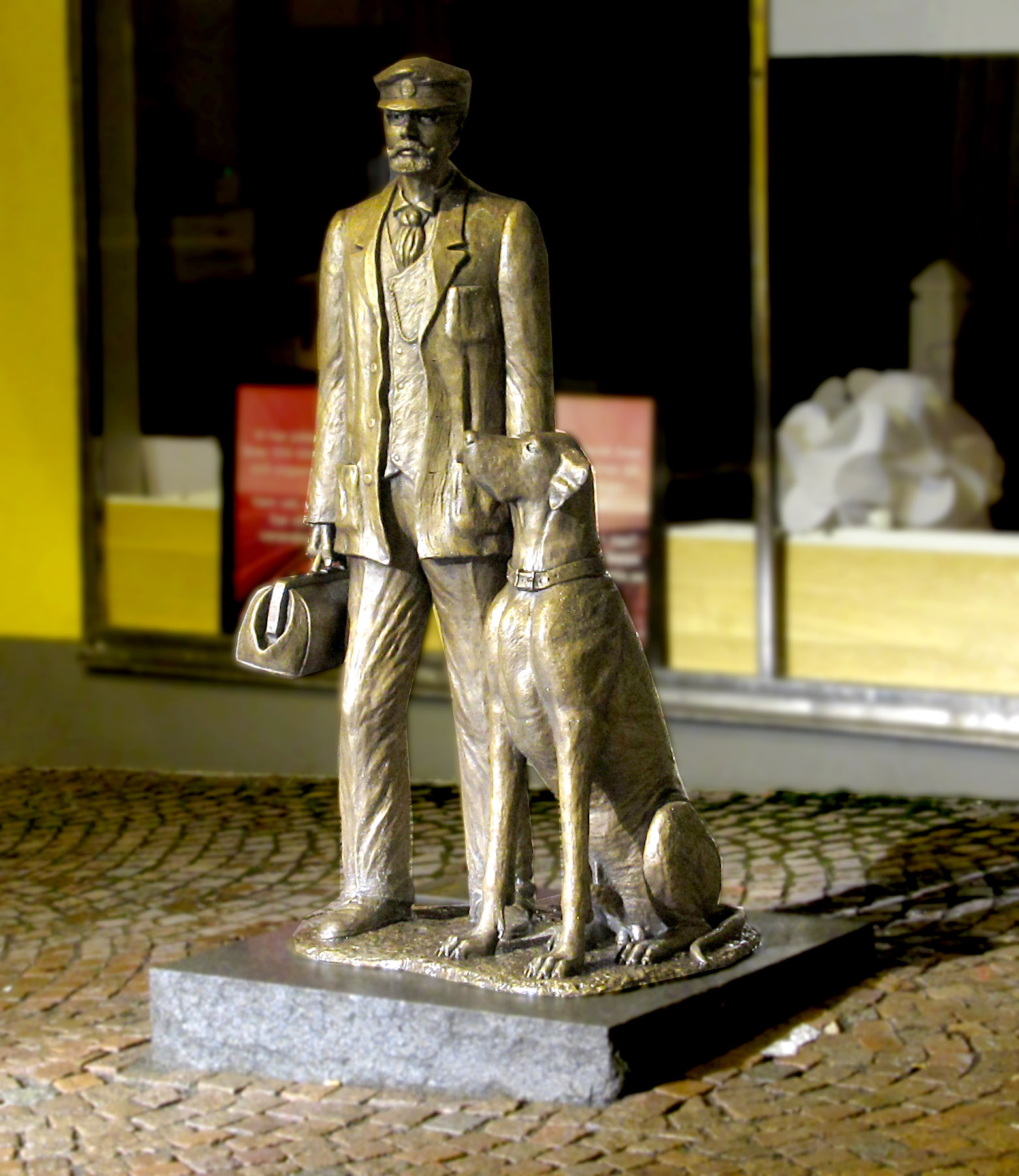
Staty av Axel Munthe och hunden Puck i födelsestaden Oskarshamn. Konstnär: Anette Rydström.

På Kungsgatan i Oskarshamn avtäcktes 2012 en manshög staty i brons föreställande Axel Munthe och hans hund Puck. Statyn är placerad utanför den byggnad där Munthe föddes 1857.